# Secolul I

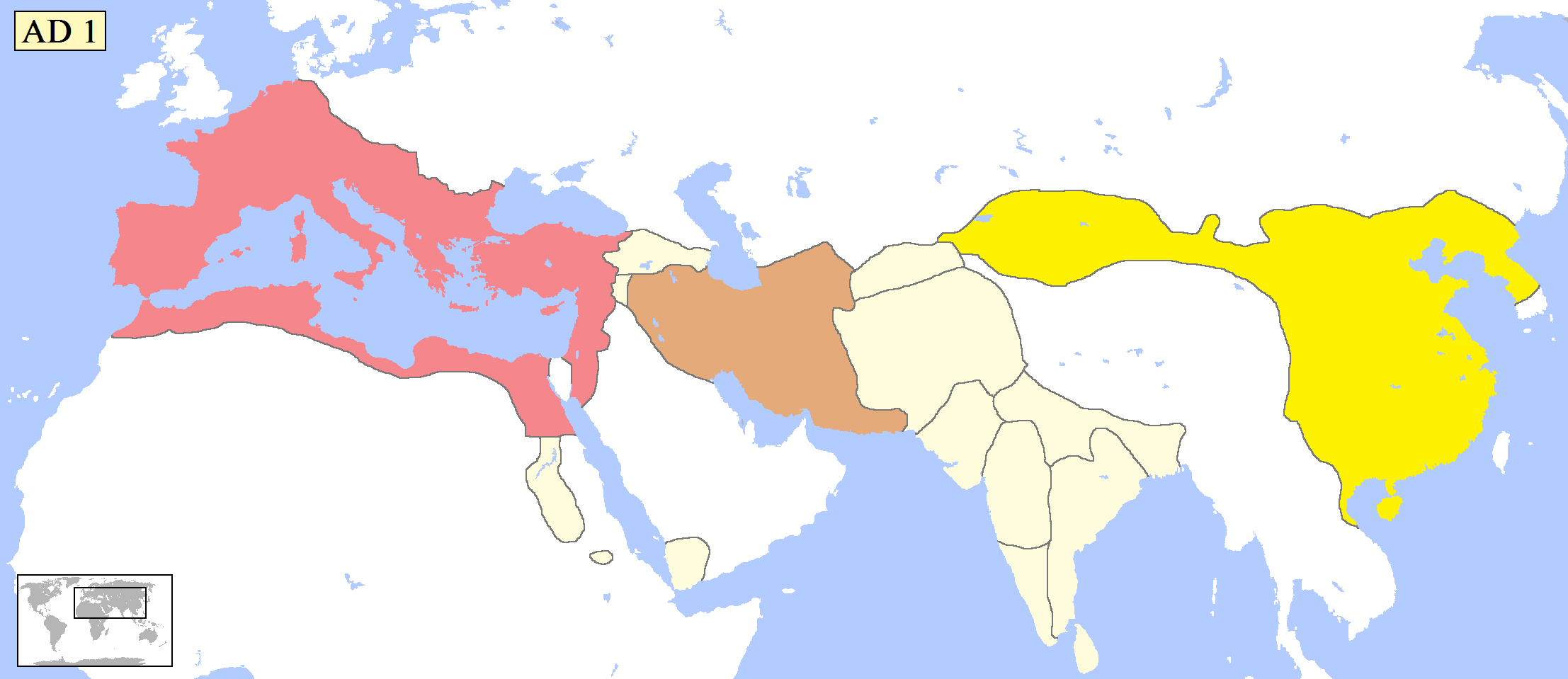
Afro-Eurasia în anul 1.
1.Rosu - Imperiul Roman
2.Maro - Parthia
3.Alb - statele mici
4.Galben - Dinastia Han

Secolul I a fost secolul care a început la 1 ianuarie al anului 1 și s-a sfârșit cu 31 decembrie anul 100, în conformitate cu Calendarul iulian. Este primul secol consemnat cu abrevierea e.n. („era noastră”) sau acronimul d.Hr. utilizat în lumea creștină, fiind primul secol început după anul nașterii lui Iisus Hristos (6-4 î.e.n.). Secolul 1 face parte din Antichitate și Epoca Clasică. 
Marile puteri ale lumii în secolul 1 d.Hr. au fost Imperiul Roman, Dinastia Han și Imperiul Part

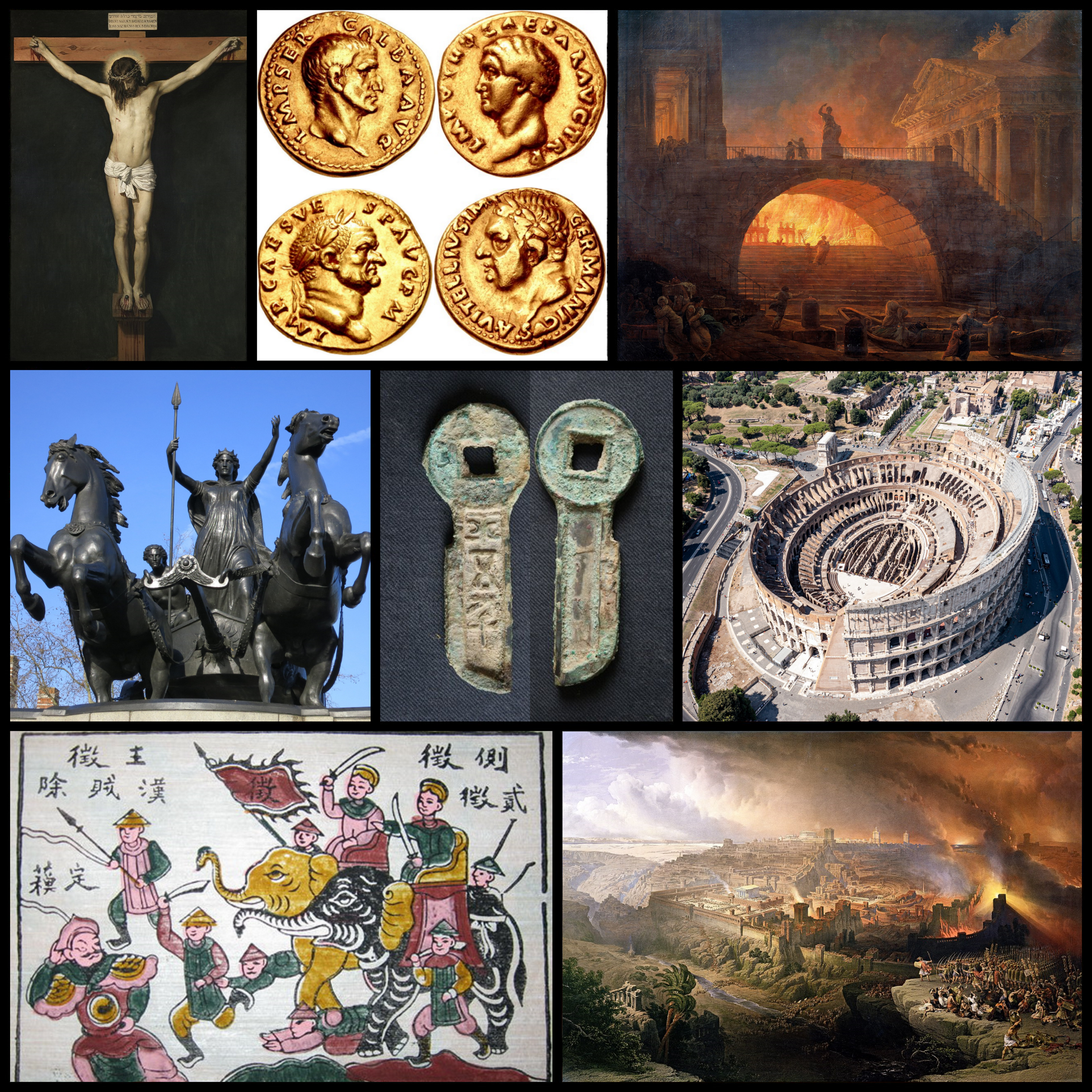
De la stânga la dreapta: Iisus, predicator evreu considerat Mesia, este crucificat în Iudeea (pictură din secolul 17); Patru generali romani (Galba, Otho, Vitellius, și Vespasian) acced la poziția de Împărat al Imperiului Roman - Anul celor patru împărați (monede romane); Marele incendiu din Roma (pictură de secolul 19) duce la distrugerea a două treimi din oraș, rezultând Marile persecuții creștine de către Nero. ; Boudica, regina icenilor, conduce o rebeliune împotriva Romei (statuie de secol 19); ; Pumnal din dinastia chineză Xin; Colosseumul din Roma este construit și inaugurat;Surorile Trưng condus o rebeliune împotriva dinastiei Han; Romanii asediază Ierusalimul și incendiază templul pe durata primului război iudeo-roman (pictură din secolul 19).

De la începutul acestui secol, Imperiul Roman era condus de Dinastia Iulio-Claudiană, caracterizată printr-o stabilitate numită Pax Romana. Dar în anul 9 d.Hr., împăratul roman Augustus se confruntă cu o revoltă din partea populației germanice. În masacrul de la Pădurea Teutoburgică, trei legiuni de soldați romani sunt nimicite de ambuscada cheruschiilor și altor triburi germanice. Sub împăratul Tiberius, sunt efectuate expediții militare pentru a consolida „limesul” (granița) imperial pe fluviul Rin. În anul 17 d.Hr., un cutremur devastează provincia romană Lidia din Asia Mică, fiind distruse 12 orașe, printre care și Sardes. Tacfarinas și tribul său musulamii, alături de alte triburi berbere, conduc un război împotriva Romei, dar sunt învinși în anul 24.  În Asia de Est, dinastia Han a fost înlocuită pentru o scurtă perioadă de dinastia Xin în anul 9. Ca urmare a Rebeliunii condusă de Sprâncenele Roșii și Lulin, dinastia Xin este răsturnată și înlocuită de Dinastia Hanului de Est în anul 25. 

Secolul 1 e.n. este cunoscut drept secolul apariției unei noii religii mondiale, originea Creștinismului din Iudeea, provincia estică a Imperiului Roman în timpul împăratului Tiberius. În preajma anului 30, guvernatorul roman Pilat din Pont, sub presiunea preoților iudaici, l-a condamnat pe predicatorul Iisus Hristos pentru blasfemie. Iisus susținea că este Mesia, Fiul lui Dumnezeu, demonstrându-și divinitatea prin miracole (vindecarea bolnavilor, transformarea apei în vin, înmulțirea pâinilor și peștilor, mersul pe apă, stoparea furtunii, învierea morților) și promova învățături precum „iubirea aproapelui”, „iertarea păcatelor” și „judecarea faptelor după moarte”. El susținea că doar sufletele oamenilor buni și credincioși vor intra în Rai, iar păcătoșii vor ajunge în Iad. Preoții iudaici i-au respinsi învățăturile, acuzându-l de erezie. Dar Iisus a atras adepți, de la 12 ucenici care îl însoțeau în permanență la câteva mii în tot imperiul. Potrivit Evangheliilor scrise între anii 66-110 e.n., Iisus a înviat la trei zile după moartea sa pe cruce. Suferința sa pe cruce pentru Mântuirea lumii a devenit tema centrală a teologiei creștine. 
În anul 33 d.Hr., Imperiul Roman trece printr-o criză financiară, cauzată ca urmare a schimbării politicii guvernamentale și a seriei de confiscări de averi și pământuri care au redus masa monetară romană, precum și de  o criză a creditelor și prăbușirea prețurilor imobiliare. 
Între anii 37 - 41 d.Hr., administrația imperială are de suferit de pe urma petrecerilor extravagante  și execuțiilor  împăratului Caligula, un pervertit sexual care s-a considerat zeu și și-a numit calul consul. Dar a restabilit dreptul adunării populare (comitia) de a alege magistrați în numele cetățenilor și a făcut publice fondurile și cheltuielile imperiului.  În anul 38 d.Hr., în Alexandria, după ce împăratul Caligula și-a amplasat statui în templele grecești și în sinagogile evreilor, evreii s-au revoltat. Au rezultat conflicte religioase violente, populația de religie greco-romană distrugând sinagogile și mulți evrei fiind crucificați. Caligula a fost asasinat de garda pretoriană,  Claudius devenind noul împărat. El s-a dovedit a fi un administrator abil și eficient. A extins rețeaua de apeducte, a făcut reforme religioase, a centralizat imperiul, dar a persecutat druizii din provinciile populate de celți.   
Între anii 44 și 48, Iudeea este devastată de foamete. Helena de Adiabene, regina mamă a statului vasal parth Adiabene, convertită la iudaism, împreună cu fiul ei, Izates II, au furnizat ajutoare financiare provinciei Iudeea. Între anii 43 și 50, împăratul roman Claudius întreprinde expediții militare pentru cucerirea insulelor britanice. Ultimul șef de trib britanic, Caratacus, este învins. Cea mai mare parte a sud-estului Marii Britanii de azi a fost anexată de Roma. Între anii 58 și 63, Imperiul Roman intră în război cu Imperiul Part. Romanii au invadat Armenia după ce regele part Vologase I l -a instalat cu forța pe fratele său Tiridates pe tron. Războiul se termină fără un rezultat decisiv. 
În anul 54, Nero devine noul împărat, coordonat de mama sa Agripina cea Tânără, care a devenit cunoscută pentru ambiția ei de a controla politica statului roman. Ea l-ar fi otrăvit pe Claudius. Nero a ordonat uciderea ei în anul 59.  În 62, Pompeii și Herculaneum sunt avariate de un cutremur devastator. În China, surorile Trung conduc o rebeliune între anii 40-43, dar fără succes. În anul 58, dinastia Han intră într-o epocă de aur sub conducerea lui Ming și Zhang, care s-au dovedit a fi buni administratori în asigurarea bunăstării poporului chinez și promovarea funcționarilor cu integritate. 
În anul 60, la ordinul împăratului, generalul Gaius Suetonius Paulinus zdrobește răscoala britanică condusă de Boudica, regina icenilor, în bătălia de la Watling Street. În anul 64, un mare incendiu distruge două treimi din orașul Romei. Nero a acuzat creștinii epntru dezastru și încep primele persecuții la scară imperială. Pentru că a intrat în defavoarea Senatului și fiindcă a dus imperiul în pragul falimentului din cauza proiectelor costisitoare, Nero se sinucide. 69 este „Anul celor patru împărați”, când patru generali preiau succesiv funcția de împărat într-un singur an. Războiul civil este câștigat de generalul Vespasian care instaurează Dinastia Flavienilor. În anul 68 este condus primul templu budist din China. 

În anul 70, începe primul război iudeo-roman și răscoala din Iudeea. Romanii, la comanda lui Vespasian și a fiului său Titus, asaltează Ierusalimul și distrug cel de-al doilea Templu.  Iudaismul capătă o nouă formă după ce preoții și saducheii își pierd importanța - Iudaismul rabinic, care se dezvoltă la Școala Fariseilor. În anul 79, erupția vulcanului Vezuviu distruge permanent orașele Pompeii și Herculaneum. În anul 81, împăratul Titus finalizează construirea Colosseumului, o arenă în care se vor desfășura spectacole publice cu lupte dintre gladiatori și execuții în următoarele trei secole. La finalul secolului, sub împăratul Domitian, romanii sunt învinși de daci și eșuează să cucerească Caledonia (Scoția). Domițian își impune propriul cult al personalității, dar este considerat tiran de către  Senat, iar în anul 96 este asasinat, fiind succedat de Nerva.  În anul 91 are loc războiul dintre Han și Xiongnu. Stanele Funan și Xianbei sunt create. 

## Evenimente

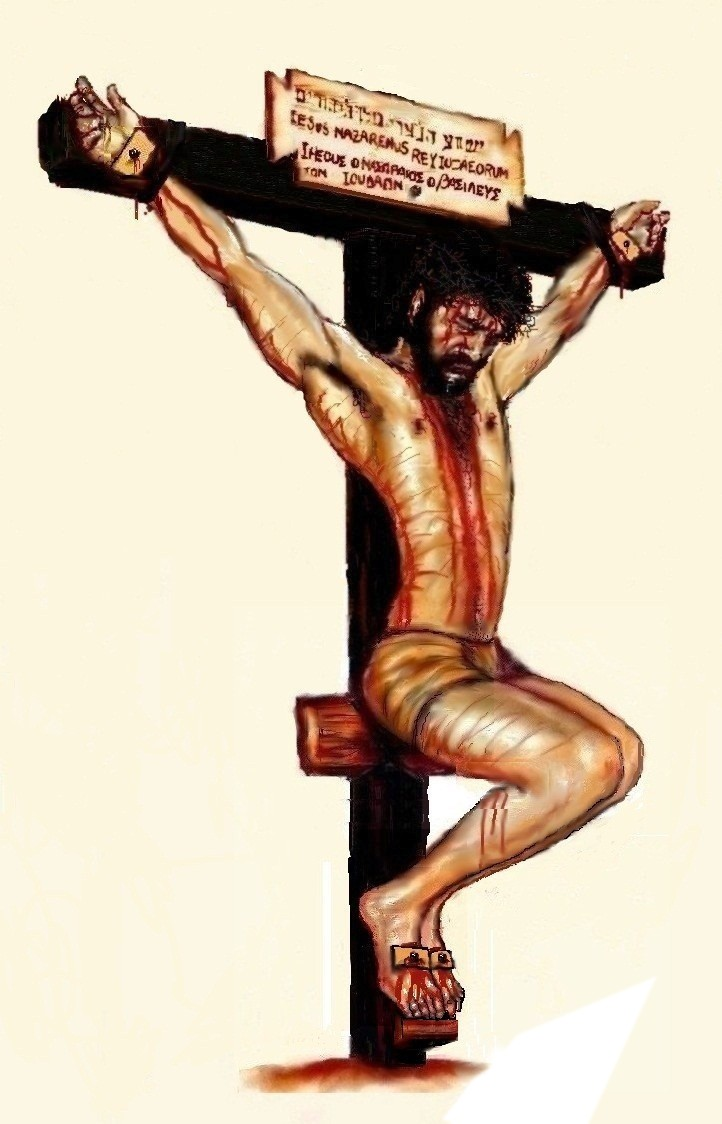
Crucificarea lui Iisus

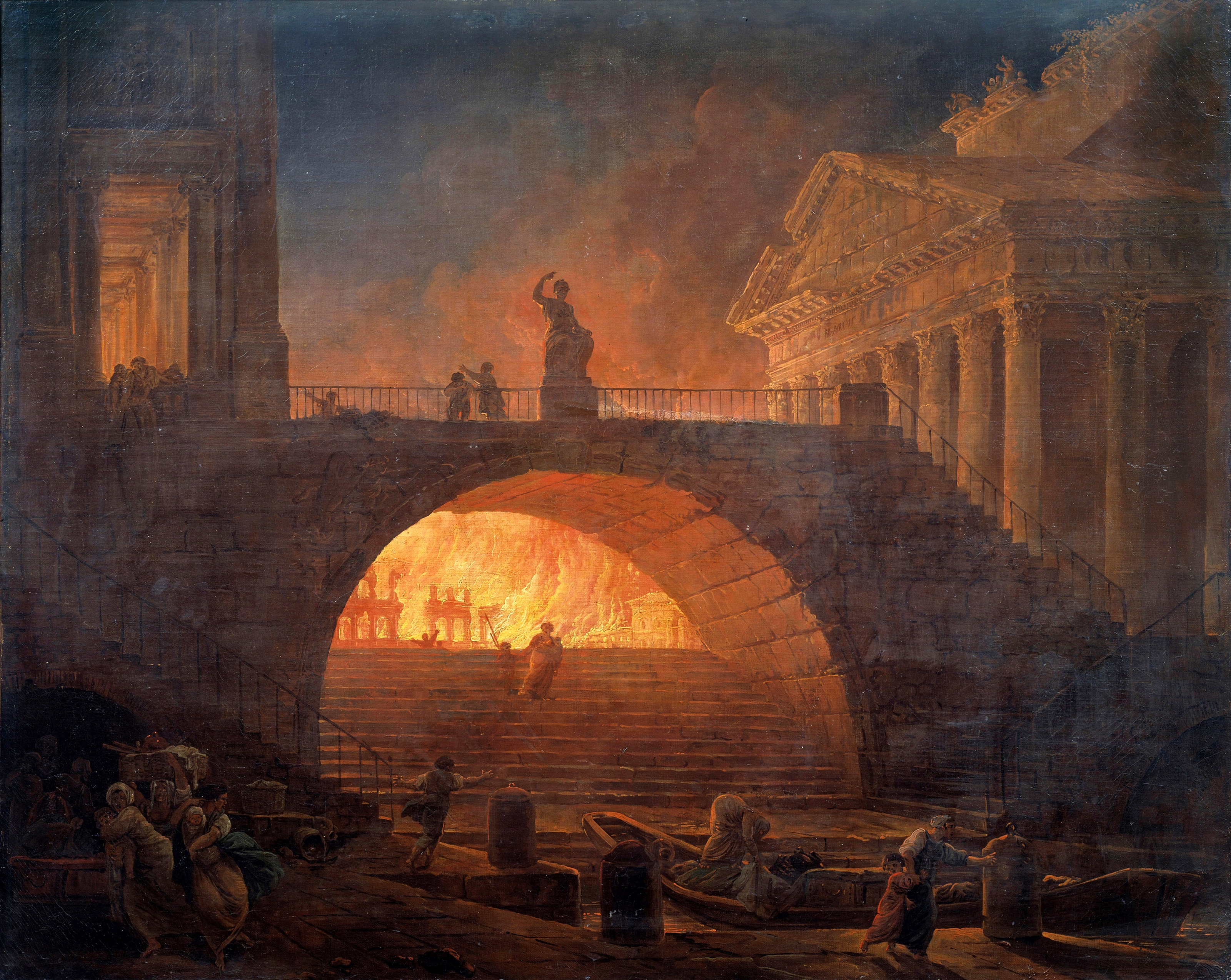
Marele Incendiu din Roma

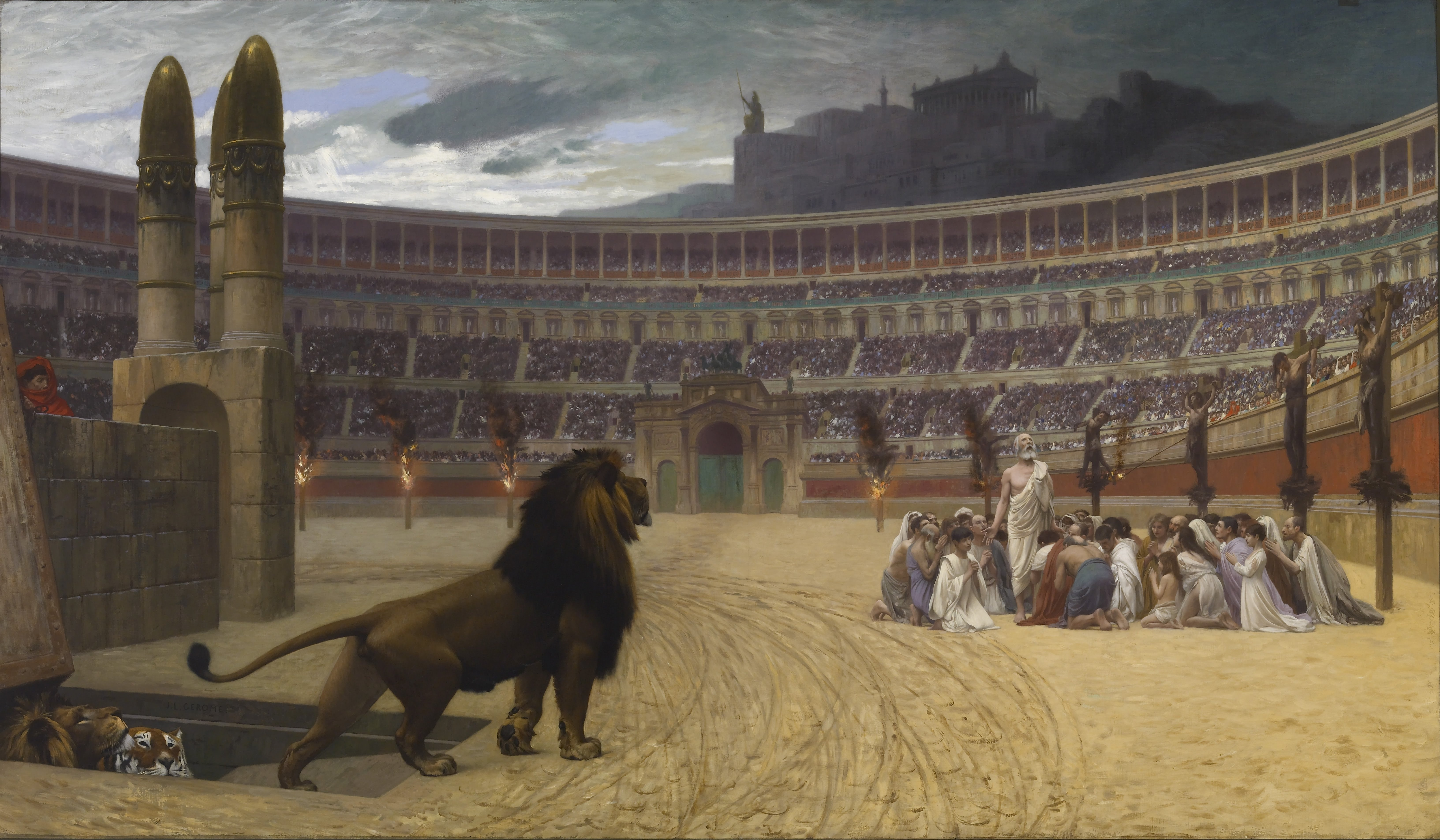
Persecutii Crestine

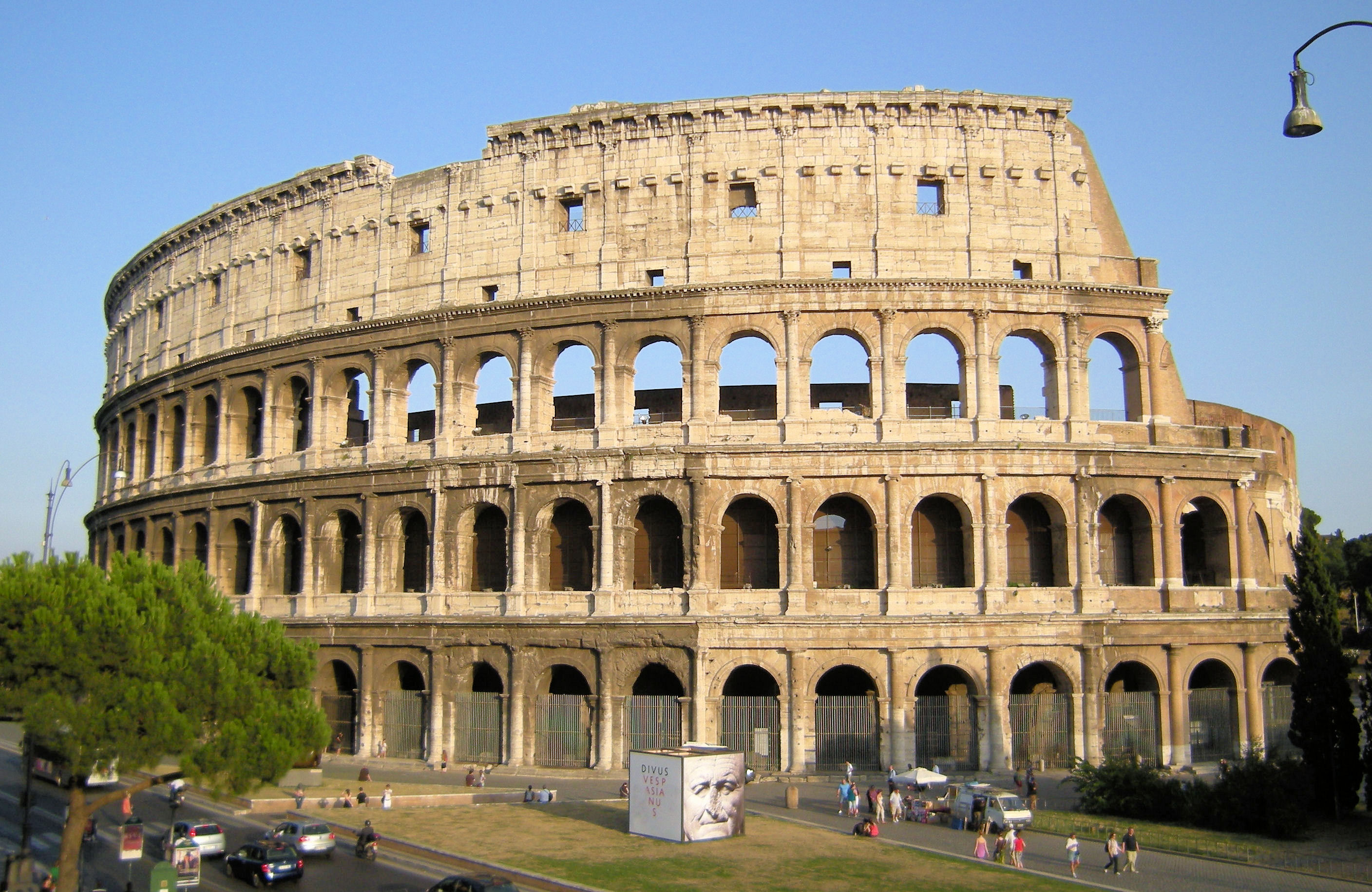
Construirea Colosseumului la Roma

- 1:Extinctia Leilor din Europa de Vest
- Regatul Aksum, situat în zilele noastre în Etiopia și Eritreea, este fondat
- Amanishakheto, Regina a Kush (Nubia), moare. Fiul ei, Natakamani, devine Rege al Regatului Kush.
- Poporul Moxos încetează sa mai fie o zonă religioasă importantă în America de Sud.
- Confucius primește primul sau titlu regal (postum) - Lordul Baochengxun Ni.
- Împăratul Ping al Dinastiei Chineze Han își începe domnia și Wang Mang este reinstalat ca regent de Marea Împărăteasă-Mamă Wang.
- Mătasea apare la Roma în urma comerțului la distanță dintre Imperiul Roman și China

Tiberius, sub comanda lui Augustus, înăbușă revoltele din Germania (1-5).
Cultura Teotihuacan începe în Mezoamerica 
- 2:Primul recensământ are loc în China, indicând o populație de aproape 60 de milioane de locuitori, mai precis 59.594.978. Acest recensământ este unul dintre cele mai exacte din istoria Chinei.
- Ovidius scrie Remedia amoris ("Remediile iubirii")
- 3:Cinci triburi germane sunt unificate de Marbod, rege al marcomanilor. Unificarea celor cinci triburi reprezintă o amenințare directă la adresa imperiului Roman.
- 4:Tiberius îl adoptă pe Germanicus ca moștenitor al său.
- Semnarea unui pact de neagresiune și prietenie între Imperiul Roman reprezentat de Tiberius și tribul german al cheruscilor reprezentați de regele lor Sigimer. Arminius și Flavus, fiii lui Sigimer, au intrat în armata romană ca conducători ai trupelor auxiliare.

Regele Phraataces și Regina Musa ai Parthiei sunt detronați și uciși, coroana fiind oferită lui Orodes al III-lea al Parthiei.
- Nicolaus din Damasc scrie Istoria Lumii în 14 volume
- 5:Roma îl recunoaște pe Cunobelinus, rege al catuvellaunilor, ca rege al Britaniei.

Triburile germanice cimbrii și charizii își trimit ambasadorii la Roma.
Tiberius cucerește Germania Inferior
- 6:Recensământul lui Quirinus
- Iudaea și Moesia devin provincii romane
- Augustus organizează un fond special, aerarium militare, pentru plata unor compensații legionarilor retrași.
- Pannonii se răscoală împreună cu dalmații și alte triburi ilirice, fiind învinși de Tiberius după o campanie sângeroasă de trei ani.
- Din cauza lipsei alimentelor la Roma, Augustus dublează rațiile alimentare distribuite poporului.

În urma unui incendiu catastrofal, la Roma apare sistemul cazărmilor, pentru a permite răspunsuri mai rapide în cazuri de urgență majoră.
- 7:Strabon scrie Geographia (o altă dată propusă este 18 d.Hr.).
- 8:Poetul Ovidiu este exilat și trimis la Tomis.
- 8-23:Dinastia Xin în China înlocuiește Dinastia Han în timpul domniei lui Wang Mang
- 9:Trei legiuni romane au fost nimicite în Padurea Teutoberg de către germanii conduși de Arminius
- Iliria devine provincie romană, după înăbușirea unei revolte locale.
- Aflat în exil la Tomis, Ovidiu își încheie poemul Ibis.
- 12: Dinastia armeană artaxiadă este învinsă de către romani.
- 13:Strabon își face publice ideile sale privind forma Pământului.
- 14:Augustus Cezar, primul împărat, moare. Fiul său vitreg și adoptiv, Tiberius, îi succede la tron.

-începutul campaniilor în Africa ale lui Germanicus
-La moartea împăratului Cezar August, legiunile romane de la Rin se revoltă, mișcare reprimată de Germanicus și Drusus.
-divinizarea lui Augustus
-Recensământul indică existența a 4.973.000 cetățeni romani.
- În China are loc Răscoala sprâncenelor roșii.

-O puternică foamete lovește China
- 15:Nicolaus din Damasc publică biografia lui Cezar August.
- 16:Trupele romane conduse de Germanicus sunt înfrânte de cele ale triburilor germanice conduse de Arminius, oprind expansiunea romană în regiune.
- Trupele regatelor Noricum și Panonia, care invadaseră Histria, sunt înfrânte de cele ale lui Publius Silius, proconsulul provinciei romane Illyricum.
- Ovidiu publică Epistulae ex Ponto.
- Este construit Arcul de triumf al lui Tiberius
- reconstrucția templului Dioscurilor
- 28-75: Împăratul Ming de Han, budismul se răspândește în China
- Primii oameni care ajung pe Insula Rusalii, unde se stabilește tribul Bunlap
- 26:Iisus își începe activitatea de răspândire a învățăturilor despre "Împărăția lui Dumnezeu"
- 30:Iisus este condamnat la moarte prin crucificare de către guvernatorul roman al Iudeei, Pontiu Pilat.
- 34:Saul din Tarsus/Pavel își începe activitatea de răspândire a creștinismului
- 37-41:Domnia împăratului Roman dement, Caligula
- 24 ianuarie 41-Sfârșitul domniei lui Caligula. Pe tronul imperiului Roman se urcă unchiul său, Claudius.
- 43: O expediție împotriva Britanniei a fost pregătită de către împăratul Claudius, condusă de Aulus Plautius și compusă din 40.000 de soldați.
- 44: Moartea lui Irod Agripa
- 41–54: Rachias, un ambasador, este trimis din Sri Lanka la curtea împăratului Claudius.
- Masoreții adaugă accentuarea vocalelor în textele Tanahului
- Călugării budiști din Sri Lanka scriu pentru prima oară învățăturile lui Buddha, creând canonul Pali
- Regiunile din Afghanistan, Pakistan și India sunt stăpânite de Kushani.
- Tacitus menționează suionii, suedezii de astăzi
- Kaundinya, un brahman indian se căsătorește cu Soma și stabilește Regatul Cambodgian Angkor
- Goții se așează în nordul Poloniei, pe care îl numesc Gothiscandza și formează cultura Wielbark
- c. 50: Conciliul creștin de la Ierusalim.
- Imperiul Tocharian este unificat sub Kujula Kadphises, devenind Imperiul Kușian.
- c. 52: Apostolul Toma predica creștinismul în India
- 60:Apostolul Andrei este crucificat
- 61:Răscoala antiromană din Britania, condusă de Boudica, este oprită.
- 18 iulie-19 iulie 64:Marele incendiu din Roma
- Sunt declanșate primele persecuții împotriva creștinilor de către împăratul Nero.
- 65:Seneca se sinucide
- 9 iunie 68:Împăratul roman, Nero, se sinucide
- 66–73: Primul război evreo-roman
- 69:Anul celor patru împărați
- 70:
- 14 aprilie - Asediul Ierusalimului  condus de Vespasian
- Titus, fiul lui Vespasian, cucerește Ierusalimul
- 4 august - Titus distruge Templul din Ierusalim
- 72:Începe construcția Colesseumului
- 73:Titus asediază cetatea Masada; după un lung asediu, apărătorii preferă să se sinucidă decât să devină robi.
- August 79: Pompeii și Herculaneum sunt distruse de erupția Muntelui Vezuviu
- Presupusul conciliu evreu de la Jamnia (ipoteză discreditată).[1][2]
- 80:Se inaugurează la Roma Amfiteatrul Flaviilor, cunoscut mai apoi ca Colosseum.
- 87: Dacii înving romanii la Tapae
- 93:Persecuțiile creștine din timpul lui Domițian
- 95:epidemie de malarie la Roma
- 96:Sfârșitul Dinastiei Flavilor în Imperiul Roman și începutul Dinastiei Antoninilor
- 100:Armata romană numără 300.000 de soldați

## Personalități
- Apollonius din Tyana:filozof
- Rabbi Akiva-rabin evreu
- Arminius-lider german
- Ban Chao-general chinez

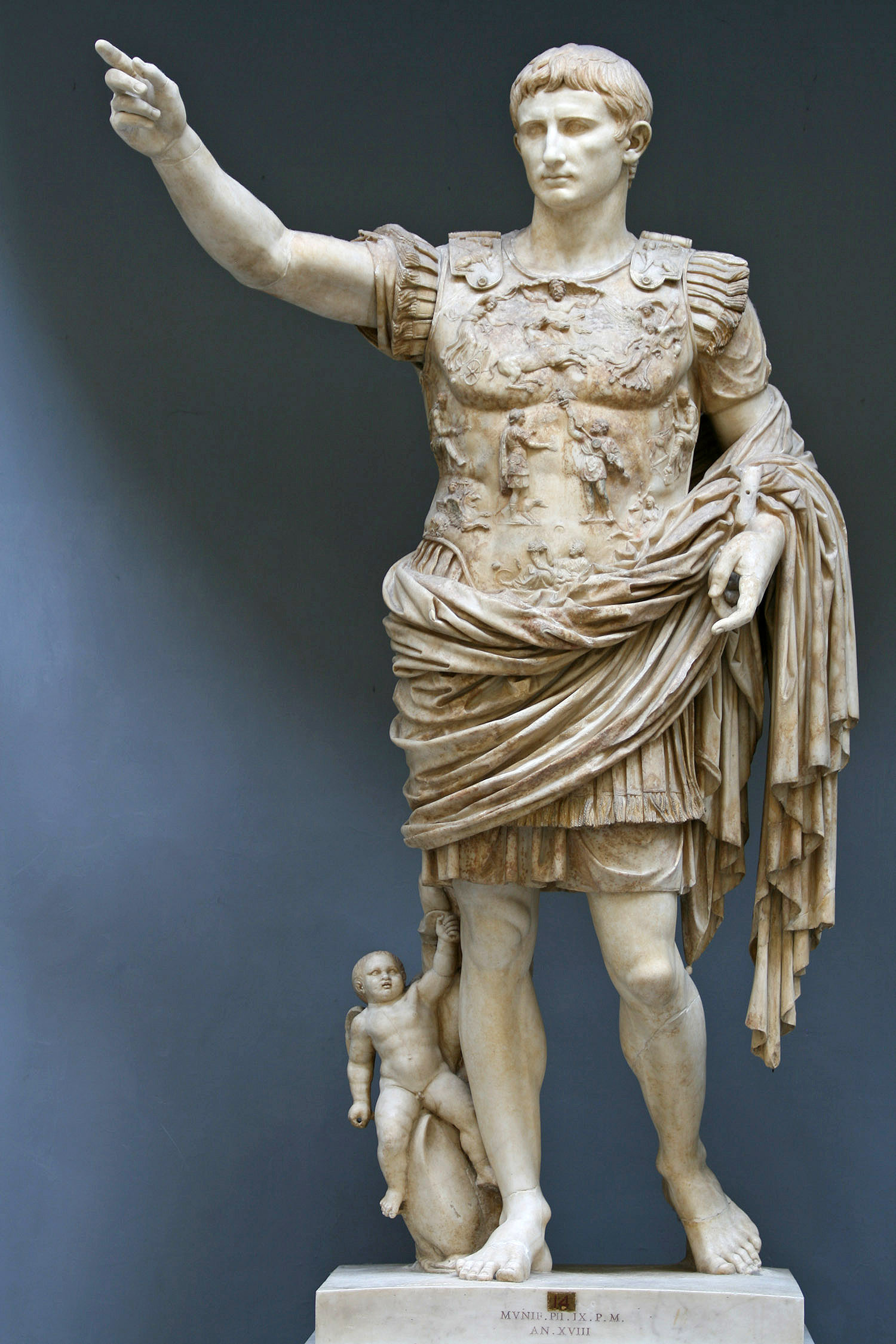
Octavian Augustus

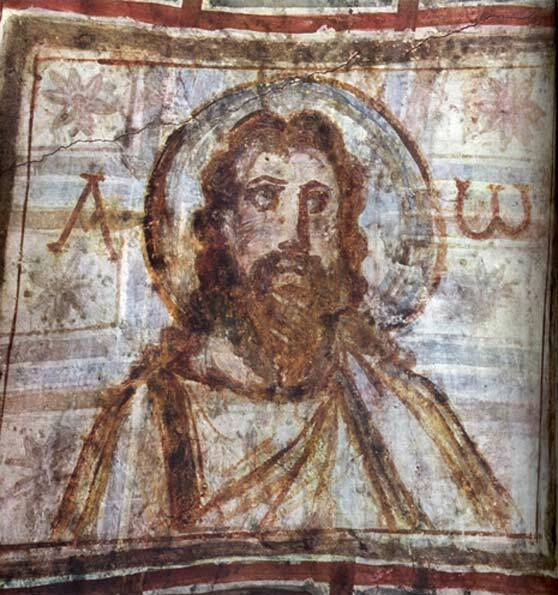
Isus din Nazaret

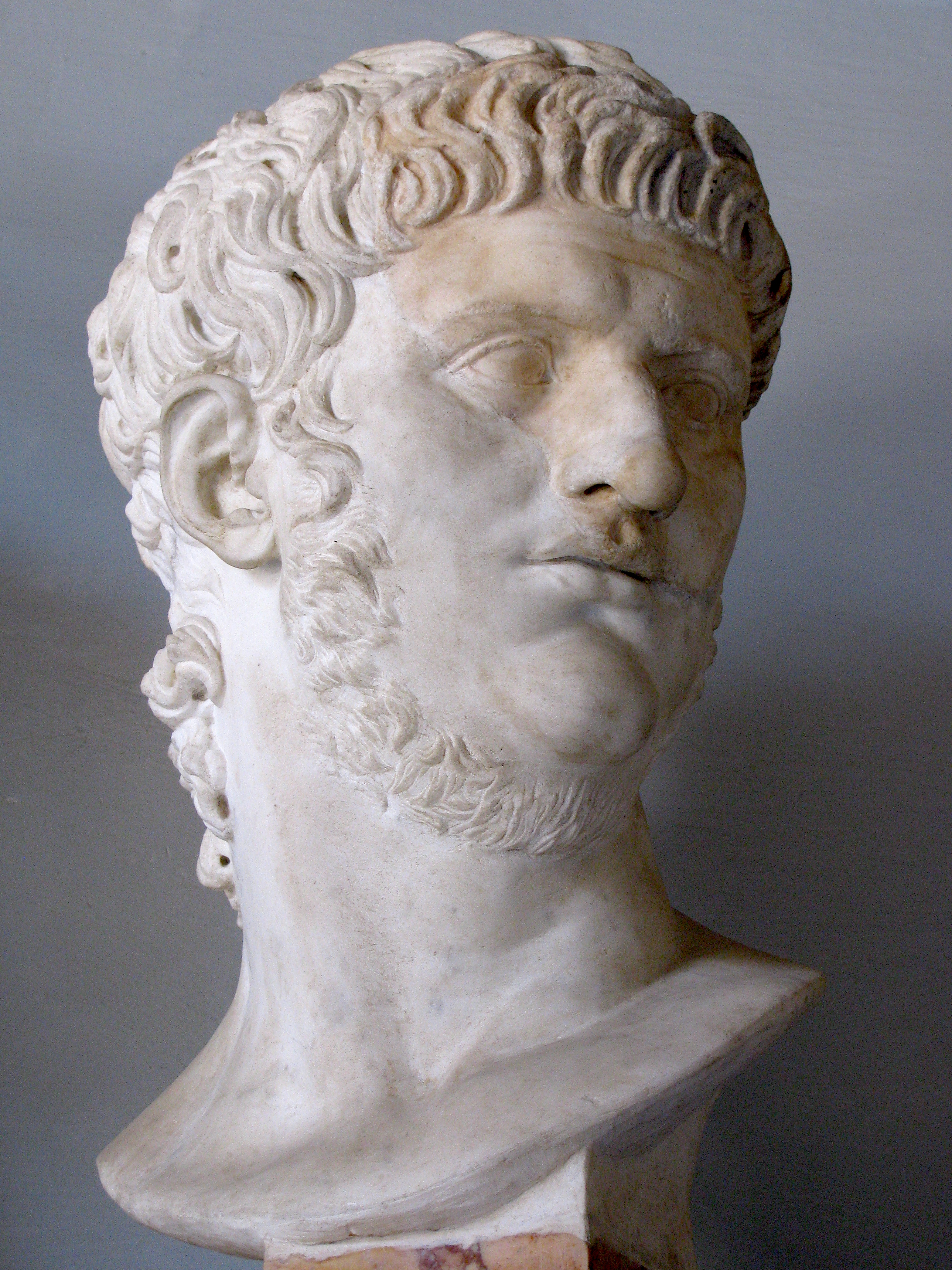
Nero

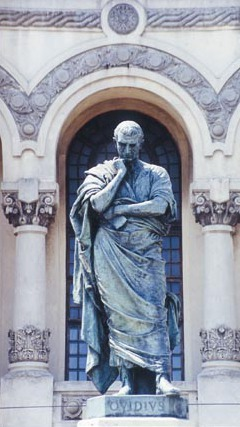
Statuia lui Ovidiu din Constanţa

- Berenice-regină evreică clientelară
- Boudica-regina tribului Brit al icenilor
- Augustus-Primul împărat roman
- Caligula-împărat roman
- Claudius-împărat roman
- Papa Clement I-Papa
- Decebal-rege dac
- Domițian-împărat roman
- Du Shi-l Prefect de Nanyang și inginer
- Elisha ben Abuyah-rabin evreu
- Galba-împărat
- Germanicus-general roman
- Gan Ying-ambasador chinez
- Guangwu-împărat de Han
- Heron din Alexandria-matematician și inginer grec
- Hillel cel bătrân-lider evreu
- Ignatius de Antioch-episcop
- Iisus-inițiatorul creștinismului
- Ioan Botezătorul-pustnic evreu botezător
- Iosephus Flavius-istoric evreu
- Liu Xin-astronom și istoric chinez al dinastiei Xin
- Livia Drusilla-soția primului împărat roman
- Titus Livius-istoric roman
- Ma Yuan -general chinez
- Ming de Han - împărat chinez
- Nero - împărat roman
- Nerva - împărat roman
- Otho - împărat roman
- Pavel - predicator creștin
- Philon din Alexandria - filozof evreu
- Plinius cel Bătrân - erudit roman
- Policarp de Smirna - martir creștin
- Philon din Alexandria
- Pilat din Pont - guvernator roman din Iudeea
- Sejanus-soldat cunoscut și devotat al împăratului Tiberius
- Seneca - umorist, filozof și dramaturg roman
- Petru - apostolul lui Iisus și predicator creștin, primul Papă
- Strabon - geograf, istoric și filozof grec
- Tacitus - senator, guvernator, consul și istoric roman
- Toma - apostolul lui Iisus și predicator creștin
- Tiberius - împărat roman
- Titus - împărat roman
- Traian - împărat roman
- Vespasian - împărat roman
- Vitellius - împărat roman
- Vitruviu- arhitect, inginer, scriitor roman
- Wang Chong - filozof chinez al dinastiei Han
- Wang Mang - împărat

### Literatura
- Publius Ovidius Naso: Poemul Metamorphoses este scris de poetul roman.
- Titus Livius: Ab Urbe Condita.
- Plinius cel Bătrân: Naturalis Historia
- Tacitus:Historiae, Annales - Ab Excessu Divi Augusti
- Seneca - teatru
- Statius - Epopeea Thebais, Epopeea Achilleis
- Quintilian: Institutio Oratoria
- Juvenal: Satires
- Marțial: 12 cărți de epigrame
- Suetoniu: Caesarum XII. vitae
- Petroniu: Satyricon.

## Invenții, descoperiri, introduceri

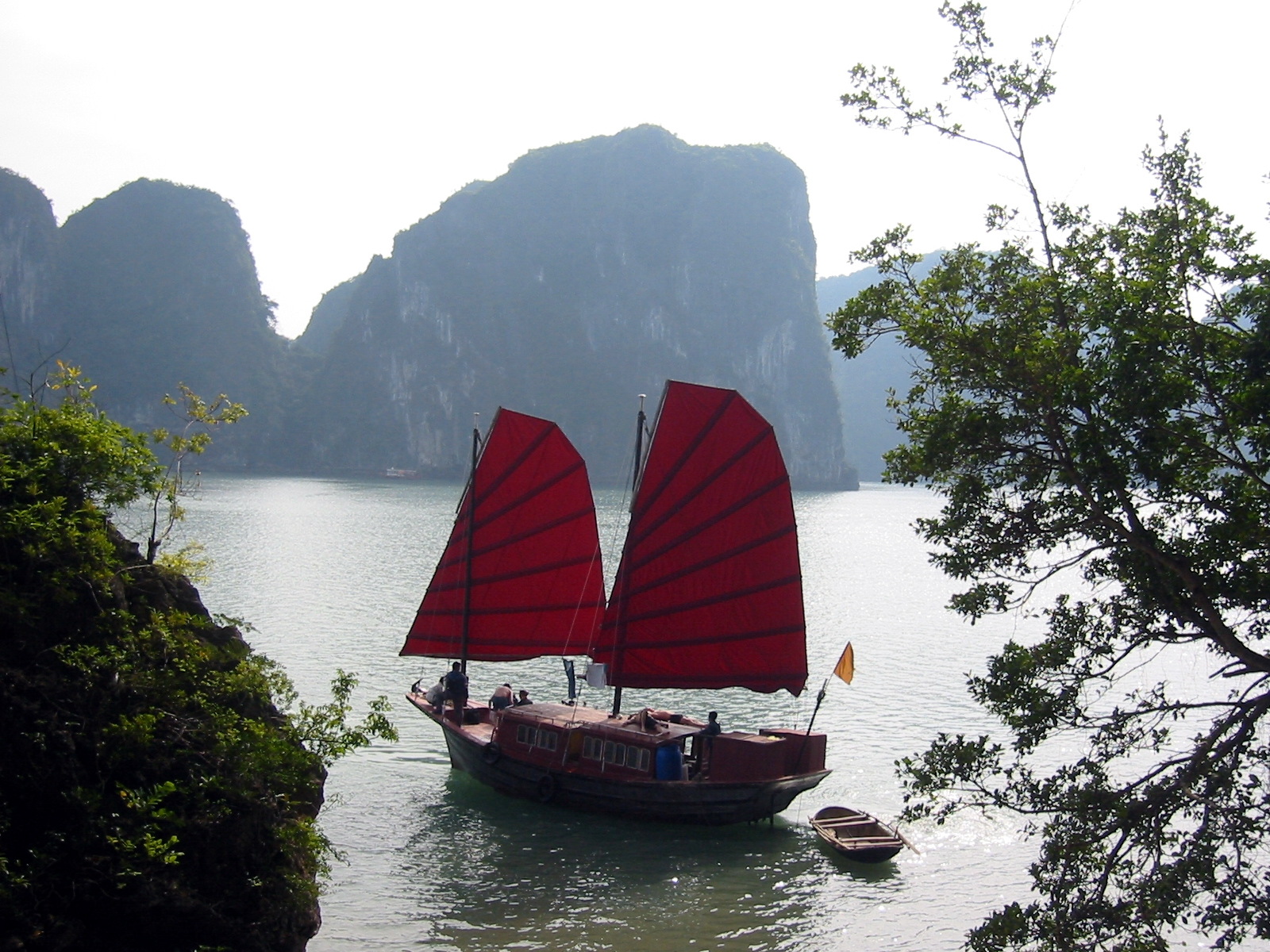
Utilizarea jongurilor chinezesti
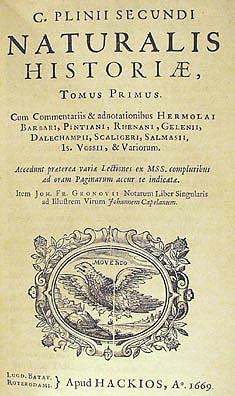
Naturalis Historia, celebra enciclopedie a antichității, scrisă de Plinius cel Bătrân, pagina-titlu a unei ediții din 1669
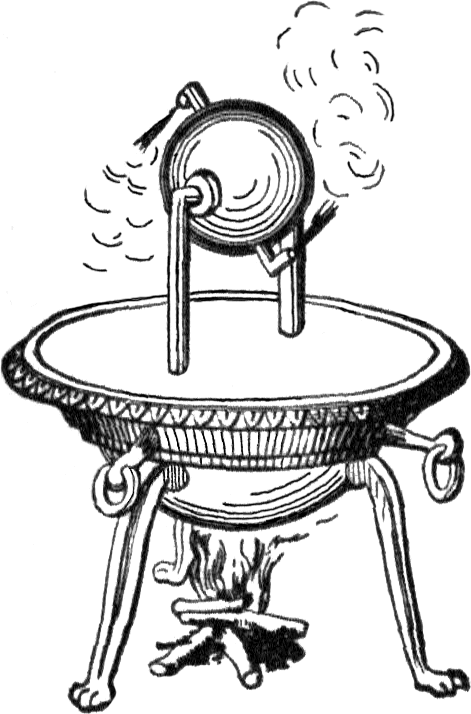
Aeolipile, reconstituirea primei mașini cu abur
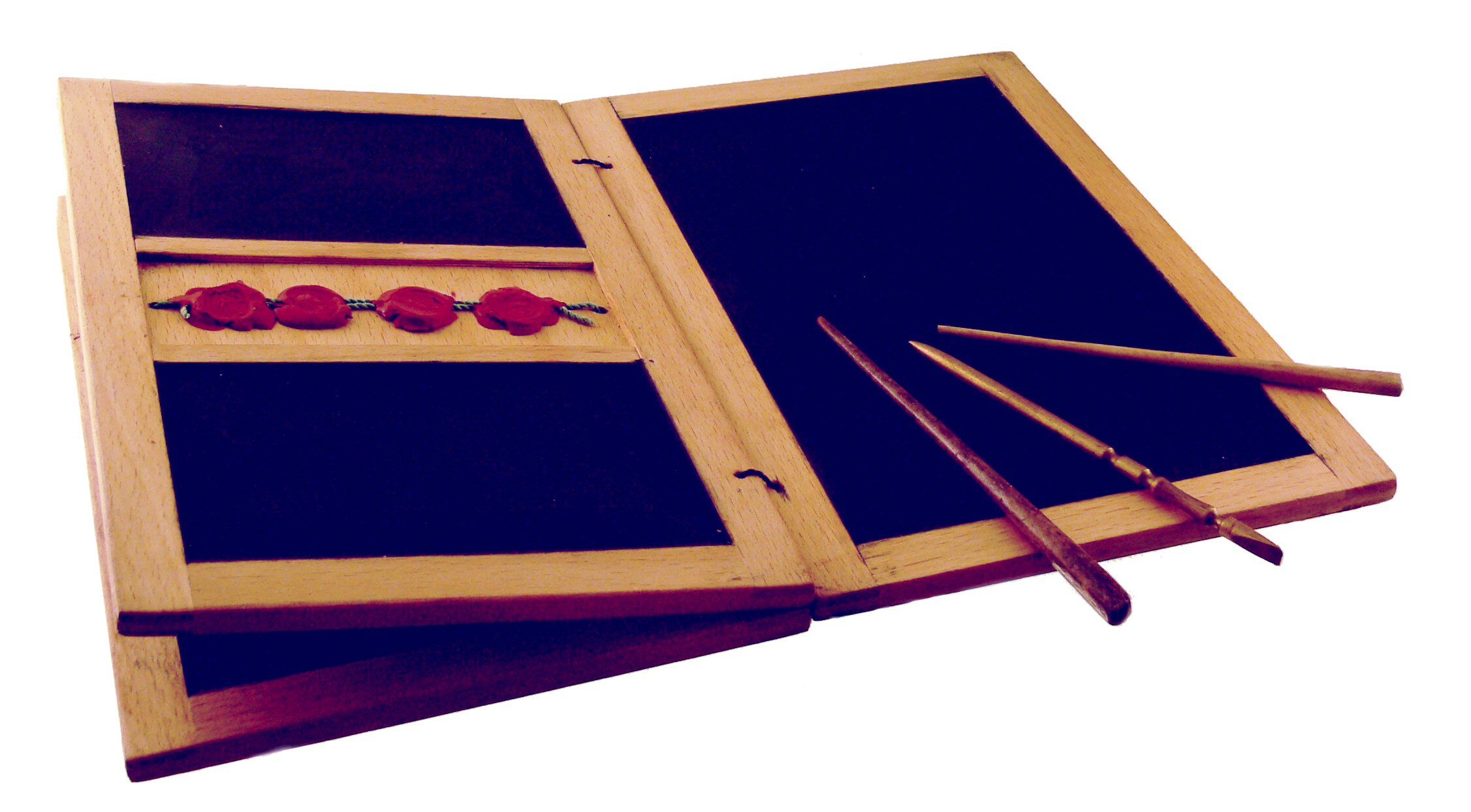
Codex

- Codex, prima formă a cărții de astăzi, apare în Imperiul Roman
- 78: Începutul sistemului calendaristic sud asiatic Saka Era.
- Legarea cărților.
- Inventarea hârtiei în China, în varianta ei modernă, materialele de bază fiind cânepa, țesătura și bumbacul amestecate cu apă, transformată în pastă și întinsă pe o foaie
- Diferite invenții ale lui Heron din Alexandria, dintre care turbina cu aburi (aeolipile),  uși automate, distribuitorul de apă, diopterul
- Du Shi - inventatorul furnalului cu roți de apă
- Astronomul chinez Liu Xin (d. 23 ) a studiat 1080 de stele diferite
- Wang Chong descoperă circuitul apei în natură și a studiat eclipsele solare

| Perioada       | Invenția                                                                                         | Persoana cărei i se atribuie | Regiune        |
| -------------- | ------------------------------------------------------------------------------------------------ | ---------------------------- | -------------- |
| 1 - 100 d.Hr.  | jonca chinezească; introducerea timonei                                                          |                              | China          |
| 38 d. Hr.      | foalele acționate utilizând forța apei (necesare furnalelor)                                     | Du Shi                       | China          |
| 50 d.Hr.       | plugul cu cormană                                                                                |                              | China Galia    |
| 77 d.Hr.       | Enciclopedia                                                                                     | Plinius cel Bătrân           | Imperiul Roman |
| 78 - 139 d.Hr. | - astrolab acționat prin forța apei - seismometru                                                | Zhang Heng                   | China          |
| 100 d.Hr.      | eolipila lui Heron din Alexandria, primul dispozitiv care poate fi asimilat unei turbine cu abur | Heron din Alexandria         | Grecia         |
| 100 d.Hr.      | dărăcirea bumbacului                                                                             |                              | India          |

## Bătălii

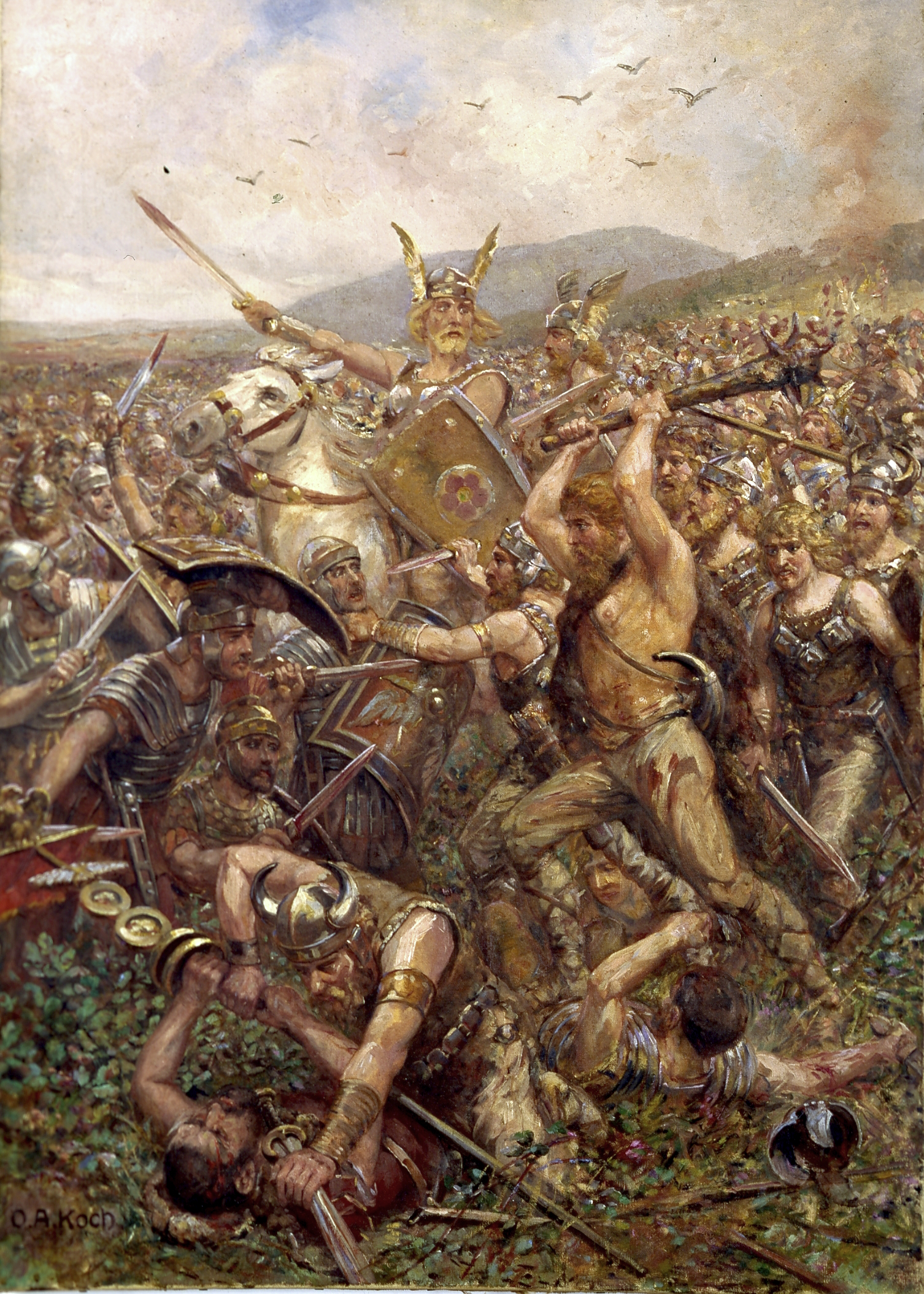
Bătălia de la Teutoburger Wald

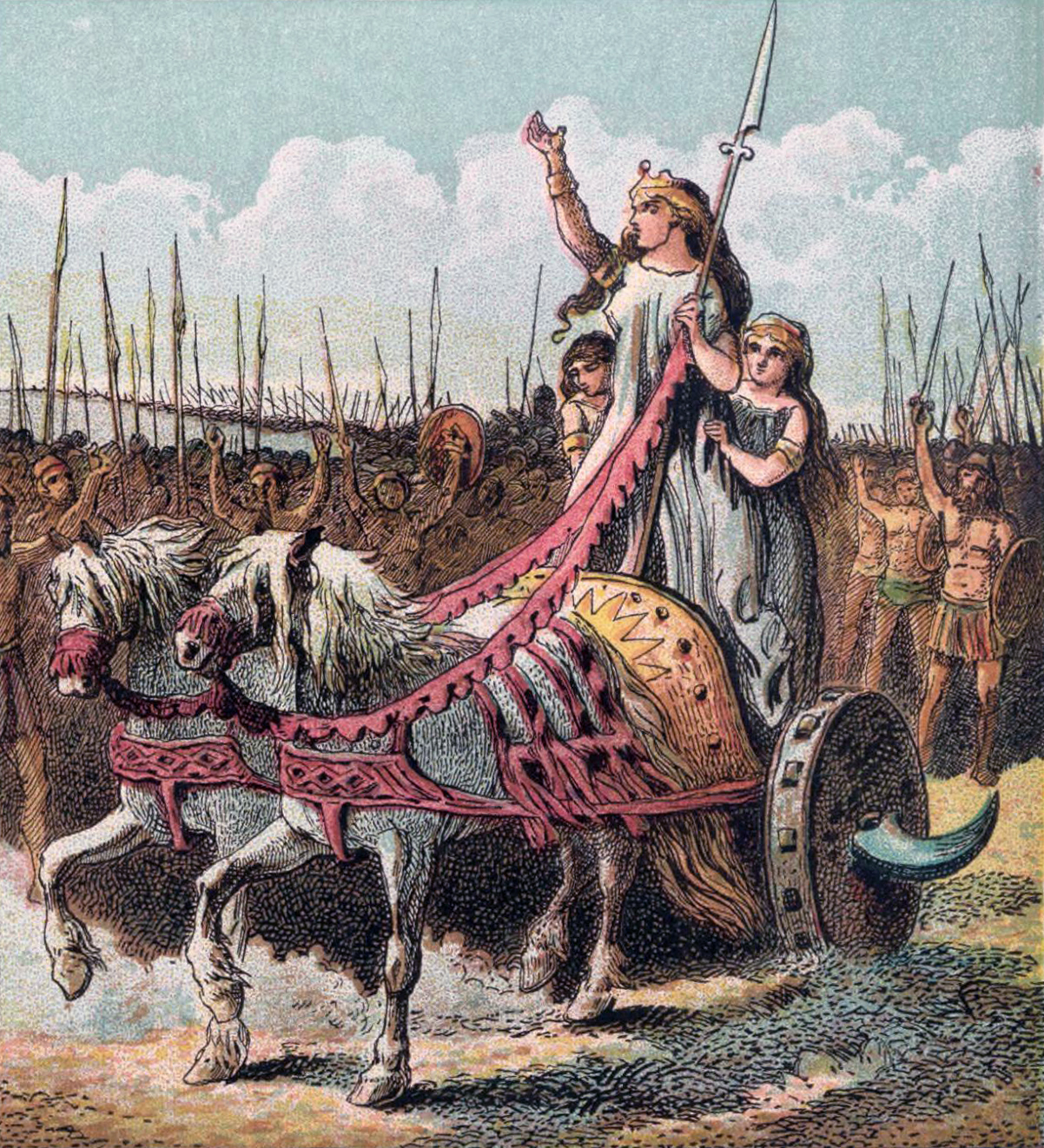
Revolta condusă de Boudica

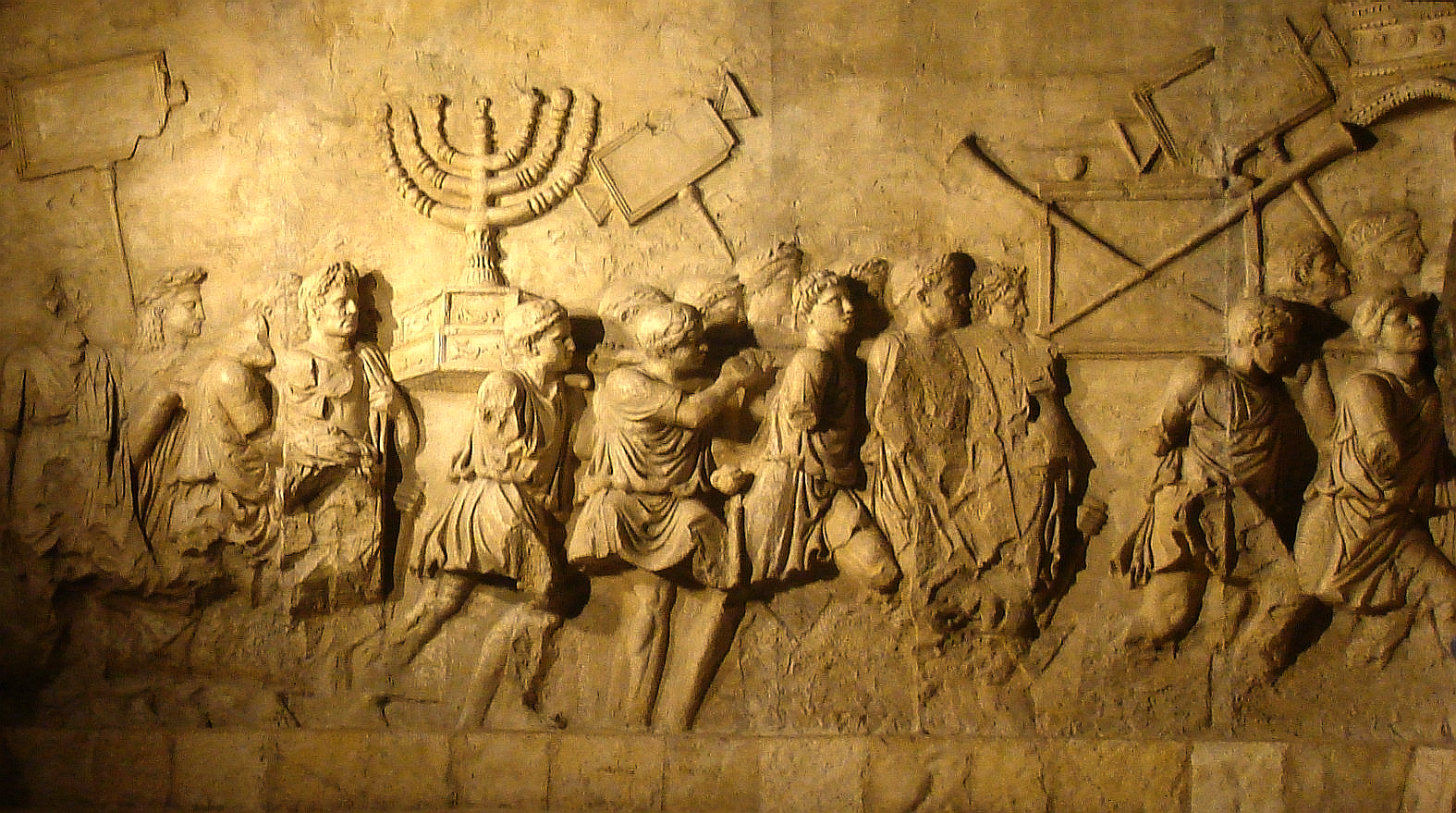
Cucerirea Ierusalimului

| An | Batalie                                      | Rezumat |
| -- | -------------------------------------------- | --- |
| 9  | Bătălia din Pădurea Teutoburgică             | Căpetenia germană Arminius anihilează trei legiuni romane aflate sub comanda generalului Publius Quinctilius Varus; este considerată ca fiind una dintre cele mai mari înfrângeri din istoria militară romană. |
| 16 | Bătălia de la râul Weser                     | Legiunile sub comanda lui Germanicus înfrâng triburile germane ale lui Arminius |
| 23 | Bătălia de la Kunyang                        | După 2 luni de asediu, 9,000 de insurgenți sub comanda lui Liu Xiu inving 450,000 de trupe conduse de Wang Mang.Dinastia Han este restaurată                                                                   |
| 43 | Bătălia de la Medway                         | Claudius și generalul Aulus Plautius înfrâng o confederație a triburilor celtice. Momentul marchează începutul invaziei romane asupra Britanniei.                                                              |
| 49 | Asediul asupra Uspei                         | Auxiliarii romani sub comanda lui Julius Aquila și a regelui Cotys asediază trupele rebele ale lui Siraces și Mithridates.                                                                                     |
| 50 | Bătălia de la Caer Caradoc                   | Căpetenia bretonă, Caratacus este înfrânt și capturat de către romanii sub comanda lui Ostorius Scapula. |
| 58 | Jefuirea Artaxatei                           | Jefuirea Artaxatei de către Gnaeus Domitius Corbulo, în cadrul războiului dintre romani și parți pentru stăpânirea asupra Armeniei.                                                                            |
| 59 | Capturarea Tigranocerta                      | Gnaeus Domitius Corbulo capturează Tigranocerta. |
| 60 | Bătălia de la Camulodunum                    | Regina Boudica a Britanniei începe răscoala antiromană prin capturarea și jefuirea orasului Camulodunum (astăzi, Colchester), după care se deplasează către Londinium (Londra).                                |
| 61 | Bătălia de la Watling Street                 | Regina bretonă Boudica este înfrântă de către Suetonius Paullinus. |
| 62 | Bătălia de la Rhandeia                       | Romanii, sub comanda lui Lucius Caesennius Paetus, sunt învinși de o armată a parților și armenilor sub comanda regelui part Tiridates.                                                                        |
| 66 | Bătălia de la Beth Horon                     | Forțele iudeilor conduse de Eleazar ben Simon înfrâng o forță expediționară romană condusa de Cestius Gallus, guvernator al Siriei.                                                                            |
| 67 | Asediul de la Yodfat                         | Trupele romane conduse de Vespasianus și Titus jefuiesc Yodfat după 47 zile |
| 67 | Asediul de la Gamla                          | |
| 69 | Bătălia de la Forum Julii                    | Forțele fidele împăratului Otto înfrâng un mic grup de auxiliari partizani ai lui Vitellius în Gallia Narbonensis.                                                                                             |
| 69 | 14 Aprilie, Batalia de la Bedriacum          | Vitellius,comandantul armatelor de peste Rhin, îl învinge pe împăratul roman Otho și preia tronul |
| 69 | 24 Octombrie, A doua bătălie de la Bedriacum | Forțele conduse de Antonius Primus, comandantul armatelor de peste Dunăre, loial lui Vespasian, învinge forțele conduse de împăratul Vitellius.                                                                |
| 69 | Bătălia de la Locus Castrorum                | Armatele conduse de Otho și Vitellius se ciocnesc în nordul Italiei, victorie încheiată de forțele lui Otho |
| 70 | Asediul Ierusalimului                        | Titus asediază Ierusalimul timp de 7 luni, ucigând zeci de mii de evrei și distruge cel de-al doilea Templu din Ierusalim                                                                                      |
| 71 | Bătălia de la Stanwick                       | Forțele romane îi înving pe Brigantini. |
| 73 | Bătălia de la Yiwulu                         | Expediția împotriva lui Xiongnu, încheiată cu victoria Dinastiei Han |
| 84 | Bătălia de la Mons Graupius                  | Romanii conduși de Agricola îi înving pe Caledonieni. |
| 87 | Bătălia de la Tapae                          | Forțele romane conduse de Domițian împotriva dacilor. Regele Decebal al dacilor zdrobește armata romană la Tapae (astăzi în Transilvania); generalul Cornelius Fuscus piere în bătălie.                        |
| 88 | Bătălia de la Tapae                          | Romanii, conduși de generalul Tettius Iulianus, revin și obțin o victorie asupra dacilor pe același câmp de luptă, dar ofensiva romană este oprită și un tratat de pace este încheiat între cele două părți.   |
| 89 | Bătălia de la Ikh Bayan                      | Expediția împotriva lui Xiongnu, încheiată cu victoria Dinastiei Han |

## Decenii și ani
| Anii 0 î.Hr. | 9 î.Hr. | 8 î.Hr. | 7 î.Hr. | 6 î.Hr. | 5 î.Hr. | 4 î.Hr. | 3 î.Hr. | 2 î.Hr. | 1 î.Hr. |     |
| Anii 0       | 0       | 1       | 2       | 3       | 4       | 5       | 6       | 7       | 8       | 9   |
| Anii 10      | 10      | 11      | 12      | 13      | 14      | 15      | 16      | 17      | 18      | 19  |
| Anii 20      | 20      | 21      | 22      | 23      | 24      | 25      | 26      | 27      | 28      | 29  |
| Anii 30      | 30      | 31      | 32      | 33      | 34      | 35      | 36      | 37      | 38      | 39  |
| Anii 40      | 40      | 41      | 42      | 43      | 44      | 45      | 46      | 47      | 48      | 49  |
| Anii 50      | 50      | 51      | 52      | 53      | 54      | 55      | 56      | 57      | 58      | 59  |
| Anii 60      | 60      | 61      | 62      | 63      | 64      | 65      | 66      | 67      | 68      | 69  |
| Anii 70      | 70      | 71      | 72      | 73      | 74      | 75      | 76      | 77      | 78      | 79  |
| Anii 80      | 80      | 81      | 82      | 83      | 84      | 85      | 86      | 87      | 88      | 89  |
| Anii 90      | 90      | 91      | 92      | 93      | 94      | 95      | 96      | 97      | 98      | 99  |
| Anii 100     | 100     | 101     | 102     | 103     | 104     | 105     | 106     | 107     | 108     | 109 |